# براخا قافيه
براخا قافيه هو حاخامة إسرائيلي وزوجة الحاخام يوسف قافيه التي حصلت على جائزة إسرائيل لعملها الخيري.
ولدت براخا قافيه في اليمن. وقد تزوجت ابن عمها يوسف قافيه في سن الحادية عشرة. بعد سبع سنوات هاجرت إلى فلسطين مع أطفالهما الثلاثة علما بأن أحدهم توفي في الطريق. ولدت ابنا آخر أسمته أرييه في فلسطين.
كانت مؤسسة قافيه أولى في البلاد التي سعت لتشغيل ورشة التطريز بتوظيف 50 امرأة يمنية. لأكثر من نصف قرن فقد نظمت مهرجان طبق الخير للمحتاجين في القدس. المواد الغذائية تعبأ من قبل الطلاب المتطوعين وتوزع من منزلها في ناخلاوت.

## الجوائز وشهادات التقدير
في عام 1999 منحت قافيه جائزة إسرائيل لمساهماتها الخاصة في مجتمع ودولة إسرائيل. قافيه وزوجها الزوجين الوحيدين الحاصلين على جائزة إسرائيل.